# Neuza Caribé
Neuza Maria Caribé Dias, mais conhecida como Neuza Caribé (Rio de Janeiro, 27 de novembro de 1958) é uma atriz e diretora teatral brasileira. 

## Carreira
Iniciou sua carreira artística em 1976 ao participar de comerciais e posteriormente em teatro. Trabalhou com Maria Clara Machado no  Teatro O Tablado. 
Em televisão trabalhou extensivamente na TV Globo, em produções como Sétimo Sentido (1982), Partido Alto (1984) e Selva de Pedra (1986). Em 2024 participou de Família É Tudo, após 38 anos afastada de trabalhos na televisão. 
Foi casada com Alfredo Emmer Dias Gomes, filho de Dias Gomes e Janete Clair, com quem teve as filhas Renata Dias Gomes e Tatiana. Atualmente é casada com o médico Marcelo Cursino.

## Filmografia

### Televisão
| Ano  | Título         | Personagem              | Notas                               |
| ---- | -------------- | ----------------------- | ----------------------------------- |
| 1981 | Brilhante      | Ciça                    | [ 2 ]                               |
| 1982 | Sétimo Sentido | Uiara Mendes            | [ 3 ]                               |
| 1983 | Caso Especial  | —                       | Episódio: "A Idade sem Razão"       |
| 1984 | Partido Alto   | Maria José (Zezinha)    | [ 1 ]                               |
| 1984 | Caso Verdade   | —                       | Episódio: "Criança Não"             |
| 1986 | Selva de Pedra | Zélia Vilhena (Zelinha) | [ 6 ]                               |
| 2024 | Família É Tudo | Gracita                 | Episódios: "20–26 de setembro"      |
| 2025 | Falas da Terra | Yaci                    | Especial do dia dos Povos Indígenas |

### Cinema
| Ano  | Título                          | Personagem        | Notas          |
| ---- | ------------------------------- | ----------------- | -------------- |
| 1988 | Melodrama                       | Mulher            | Curta-metragem |
| 1996 | Quem Matou Pixote?              | Operária da briga |                |
| 2007 | O Tablado e Maria Clara Machado | Ela mesma         | Documentário   |

## Teatro
Como atriz
- 1976 - Mil Mulheres
- 1976 - Venha Ver Os Deuses
- 1980 - Hoje É Dia de Rock
- 1980 - João e Maria
- 1980 - Nossa Cidade
- 1980 - Só o Faraó Tem Alma
- 1981 - Os Cigarras e Os Formigas
- 1982/1983 - Desgraças de Uma Criança
- 1987 - Um Peixe Fora d'Água
- 1992/1993 - A Guerrinha de Tróia[1]

Como diretora
- 1997 - Ciro e Célia: Uma História de Amor

Como diretora assistente
- 1998 - A Paixão de Cristo: A História de Amor
- 2005/2007 - O Colarinho
- 2007 - Salada
- 2009 e 2011 - A História de Nós 2[9]
- 2016 - Boca Suja: Uma Musical de Segunda
- 2019/2020 - Simples Assim